# Абрамов, Иван Ильич
Иван Ильич Абрамов (1915—1982) — советский хозяйственный, государственный и политический деятель, Лауреат Ленинской премии (1976). 

## Биография
Родился в 1915 году. Член ВКП(б).
В 1931—1935 гг. — рабочий 1-го Московского шарикоподшипникового завода. После окончания в 1941 году  МАИ им. С. Орджоникидзе,  работает конструктором, начальником Конструкторского бюро, заместителем главного конструктора завода № 196 в городе Бердск Новосибирской области.
Директор завода № 154 имени Сталина (с 1961 г. Воронежский механический завод) в период 1957—1965 и 1969—1976 гг. Стоял у истоков космической промышленности страны и внёс значительный вклад в развитие общего машиностроения. Непосредственно под его руководством на Воронежском механическом заводе было освоено производство ракетного двигателя для ракеты-носителя «Восток», на котором Ю. А. Гагарин совершил первый полёт человека в космос.
Под руководством Абрамова было освоено производство ракетных двигателей для ракет-носителей «Восток», «Союз», Д-021РО, «Протон» и других.
С 1965 по 1969 годы - Начальник Главного управления Министерства общего машиностроения СССР.
Избирался депутатом Верховного Совета РСФСР 6-го созыва.
Умер в 1982 году в Воронеже.